# تحرير طرابلس (2011)
معركة طرابلس في 2011 اندلعت صباح السبت 20 أغسطس 2011م واستمرت حتى إعلان المجلس الوطني الانتقالي تحرير المدينة بالكامل في 27 أغسطس، إذ دارت بين قوات الثوار الليبيين من جهة وكتائب العقيد معمر القذافي من جهة أخرى في العاصمة الليبية طرابلس كجزء من حرب الجبل الغربي، وذلك بهدف السيطرة عليها وحسم الصراع الطويل المستمر منذ شهور في المنطقة.
بدأت الاشتباكات في صباح السبت عندما بدأ ثوار من داخل طرابلس بالتحرك بالتنسيق معَ ثوار الخارج في المدن المُحيطة، فبدأ هؤلاء بالزحف نحوَ العاصمة في حين انتفض ثوار الداخل وبدؤوا اشتباكات عَنيفة كانت غالبيتها في شرق المدينة، خصوصاً منطقة تاجوراء. وفي المساء عادت الاشتباكات للاندلاع مُجدداً، وتمكن الثوار بعدها من السيطرة بشكل كامل على مُعظم شرق العاصمة بالإضافة إلى أجزاء أخرى من أطراف وسطها وغربيها، ومن المناطق التي سيطروا عليها قاعدة معيتيقة وتاجوراء وفشلوم والسبعة والظهرة وبن عاشور وغيرها.

## المعركة

### 20 أغسطس
في فجر يوم السبت 20 أغسطس أطلقَ الثوار حملة لم يَقوموا بمثلها سابقاً على العاصمة طرابلس تحتَ اسم «عملية فجر عروس البحر». إذ قاموا بتنفيذ بإنزال بحري على سواحل العاصمة لإيصال كميات من السلاح والذخائر إلى ثوار الداخل فيها، وهُنا بدأ ثوار طرابلس بالدخول في اشتباكات عَنيفة معَ قوات القذافي في مناطق مُختلفة داخل المدينة بالتزامن معَ زحف قوات الثوار القادمة من الجبل التي بلغت المدن المُحيطة بها مثل الزاوية وصرمان وصبراتة غربَ العاصمة وترهونة جنوبها، وسُرعان ما بلغ الثوار جنوب العاصمة مدينة العزيزية التي لا تبعد عنها سوى 30 كيلومتراً إلى الجنوب. وخلال هذه الاشتباكات التي اندلعت في أنحاء العاصمة ومُحيطها، ساعدَ حلف الناتو الثوار على التقدم بتغطية جوية كثيفة، واستهدفَ خلال غاراته هذه بعض بوابات سجن أبو سليم الخارجية، مما ساعدَ الثوار على دخوله والاشتباك معَ قوات القذافي، وقد انتهت هذه العملية بتحرير عدد من من معتقلي السجن.
ولاحقاً بعدَ المغرب مُباشرة في اليوم ذاته - السبت - أطلق الثوار «عمليَّة تحرير طرابلس» مُجدداً. فبالتنسيق بين الثوار من داخل طرابلس وأولئك في باقي الجبل الغربي، بدأ ثوار الداخل بالانتفاض ضد القذافي بالتزامن معَ زحف الباقين من مُختلف الجهات نحوَ العاصمة. واندلعت اشتباكات طرابلس في مَناطق وأحياء عديدة، منها «سوق الجمعة» و«منطقة فشلوم» شرقَ المدينة وجنزور بالإضافة إلى أجزاء من منطقة «سيدي خليفة» التي سيطروا على أجزاءٍ منها و«الحشان» التي سقطَ قتلى وجرحى بينهم بها. وبعدَ هذه الاشتباكات تمكن الثوار أخيراً من السَّيطرة بالكامل على أربع مناطق كبرى في شرق العاصمة، هيَ قاعدة معيتيقة الجوية ومناطق تاجوراء وفشلوم وبن عاشور، لكن في المُقابل دفعوا ثمناً للاستيلاء على هذه المناطق 123 قتيلاً في تاجوراء وَحدها. وقد استطاعَ الثوار أيضاً خلال هذه الاشتباكات إطلاق سراح 500 معتقل من «سجن الجديدة»، بالإضافة إلى أسرهم 35 فرداً تابعين لكتائب القذافي. أما الزحف من الخارج فكان قد بدأ بالفعل من الزاوية وجبهة جنوب العاصمة، بالإضافة إلى جبهتها الشرقية.

### 21 أغسطس
اندلعت الاشتباكات مرَّة أخرى في العاصمة يومَ الأحد 21 أغسطس. فبحلول هذا الوَقت كان الثوار قد سيطرو تماماً على تاجوراء وسوق الجمعة وعرادة والسبعة، في حين عادوا للدخول بمعارك معَ قوات القذافي في مواقع أخرى من المدينة منها قاعدة معيتيقة الجوية وفشلوم وبن عاشور وزاوية الدهماني والظهرة، فضلاً عن وُقوع اشتباكات شرسة في وقت سابق بشمال وشمال شرق تاجوراء على الرغم من سيطرة الثوار عليها، ونجحَ المقاتلون المناهضون للنظام بعدَ هذه الاشتباكات بقتل 30 فرداً من كتائب القذافي وأسر 100 آخرين. كما حدثت اشتباكات في مُحيط الفندق الذي يُقيم فيه الصحفيون الأجانب بقلب العاصمة، معَ نشر الثوار في شرق المدينة نقاط تفتيش لإحكام سيطرتهم على الوضع في المنطقة. وفي منطقة أخرى من العاصمة اقتحمَ ثوار «سجن الجديدة» وحرَّروا الآلاف من السجناء المحتجزين فيه، بالإضافة إلى تحرير مئات المعتقلين الآخرين في سجون بتاجوراء وبوسليم. فيما ساعدَ حلف الناتو الثوار على التقدم بالتغطية الجوية كالعادة، إذ أغارَ على مقر القذافي في باب العزيزية بالإضافة إلى مواقع تابعة لكتائبه في قاعدة معيتيقية الجوية.
وفي هذه الأثناء تقدَّم المقاتلون الآخرون على جبهة الزاوية إلى العاصمة متحركين ضمن قافلة تتألف من مئات الثوار يَركبون حوالي 100 آلية نقل وقتال، إذ بلغوا «غابة الجدائم» التي تقعُ على مسافة 40 كيلومتراً غربَ طرابلس حيث اشتبكوا معَ قوات القذافي لفترة قبلَ أن يَنتصروا عليها، وبعدَ هذا الاشتباك تابعوا طريقهم حتى بلغوا المشارف الغربية للعاصمة. واستطاعوا خلال تقدُّمهم نحوَ العاصمة اقتحام ثكنة عسكرية كبيرة تُسمى «الكيلو 27» (تيمناً ببعدها عن العاصمة الليبية البالغ 27 كيلومتراً)، وقد كانت هذه الثكنة أكبر عقبة في طريقهم إلى طرابلس، وغنموا منها الكثير من الأسلحة والمعدات العسكرية واستطاعوا السيطرة عليها بعدَ سقوط بعض الجرحى، قبل أن ينقسم الثوار على محورين إحداهما من الساحل الغربي جنزور والأخر العزيزية طريق المطار كما أغاروا على سجنٍ قريبٍ من ثكنة 27 ونجحوا في إطلاق سراح العديد من السجناء المحتجزين فيه. وقد بلغ ثوار مدن يفرن والرجبان وكاباو والزاوية في النهاية خلال زحفهم منطقة «جنزور» غربيَّ العاصمة، حيث التحم ثوارها وثوار السياحية وغوط الشعال والسراج وقرجي والدريبي وقدح وحي الأندلس والشارع الغربي والمنصورة بالالتحام بهم والتقدم منه والتي بدؤوا بدخول طرابلس عبرها حتى دخلوا ميدان الشهداء وحدتث هناك بعض الاشتباكات لكن سرعان ماأستطاع الثوار السيطرة عليها.
أما على ساحل العاصمة فقد حاصرت قوات بحرية تابعة لحلف الناتو الشاطئ بأكمله لمنع مُرور أي سفن توصل تعزيزات لكتائب القذافي، في حين جاءت سفن تقلُّ ثواراً من مدينة مصراتة إلى ساحل المدينة الشرقي لمُساعدة ثوار الداخل، إذ بلغَ عدد المُقاتلين الذين أقلتهم هذه السفن حوالي 200 رجل. كما زحفَ ثوار جبهة الجنوب من مدن الزنتان وجادو ونالوتويفرن القلعة نحوَ بئر الغنموالعزيزية لمُتابعة الطريق شمالاً نحوَ العاصمة.
وبعدَ هذه الاشتباكات العَنيفة وتدفق الثوار إلى طرابلس من كل الجهات المُحيطة بها، أصدرَ قائد كتيبة حماية طرابلس - وفق قناة الجزيرة - أوامرَ بإلقاء السلاح وفتح بوابات العاصمة في وجه الثوار، فيما سلمت الكتيبة الموكلة بحماية العقيد معمر القذافي شخصياً نفسها للثوار، فضلاً عن وُرود أنباء عن انسحاب كتائب القذافي من أنحاء العاصمة نحوَ منطقة باب العزيزية وتحصنها فيه بعدَ خلعها زيها العسكري الرسمي. وفي هذه الأثناء بلغَ الثوار الذين يَزحفون باتجاه العاصمة ومن داخلها من كل الجهات قلب طرابلس في «ضاحية قرقارش»، ودخلوا الساحة الخضراء التي أصبحت تُلقب بـ«ساحة الشهداء» وكانت أحد رموز الثورة في طرابلس، وهُنا أعلن ثوار المدينة سيطرتهم على مناطق قاعدة معيتيقة وتاجوراء وفشلوم وسوق الجمعة وعرادة والسبعة وبن عاشور وزاوية الدهماني بالكامل بعدَ اشتباكات طويلة معَ كتائب القذافي. وبالمُجمل بعدَ المعركة التي استمرَّت لمدة يومين أعلن الثوار أنهم يُسيطرون تماماً على ما يُعادل 95% من العاصمة طرابلس، وأن الاشتباكات فيها انتهت بعدَ إحكام سيطرتهم على الجزء الأكبر منها. في حين ظلَّ ما يجري في منطقة باب العزيزية التي يُفترض أن القذافي يُقيم فيها غير معروف. وفي المساء احتفل الآلاف بـ«سقوط نظام القذافي» في الساحة الخضراء وسط طرابلس وفي بنغازي وفي مدينة البيضاء.

### 22 أغسطس
بدأت في صباح يوم الإثنين 22 أغسطس اشتباكات عَنيفة في مُحيط منطقة باب العزيزية بين الثوار وبقايا كتائب القذافي المتبقية، وذلك بعدَ سيطرتهم سابقاً على الغالبية العُظمى من أحياء المدينة. وقبلَ اندلاع الاشتباكات مُباشرة، كان الثوار يُحكمون سيطرتهم على غالبية المدينة، لكن بقايا قوات القذافي كانت مُتواجدة في منطقتين رئيسيتين هُما باب العزيزية وميناء طرابلس. إذ حاصرَ الثوار باب العزيزية من عدة جهات، وبدؤوا بمحاولة اقتحامه للسيطرة عليه، فخرجت قوات الكتائب من داخل المنطقة متسلحة بالدبابات وأخذت بإطلاق النار على الثوار، فبدأت بذلك الاشتباكات بين الطرفين. وقد قالَ الثوار أنهم سيأتون بدبابات وتعزيزات عسكرية من حي فشلوم المُجاور للمساعدة في عملية الاقتحام، كما أفادوا بأن دبابة تابعة للكتائب خرجت من داخل باب العزيزية في صباح يوم الإثنين أيضاً، واتجهت نحوَ حي «سيدي خليفة» المُجاور وبدأت بقصفه. وبعد فترة من الاشتباكات في مُحيط المنطقة (باب العزيزية)، بدأت كتائب القذافي المُتمركزة داخله بقصف الثوار المُحيطين به بالدبابات، فضلاً عن تصعيد الاشتباكات وحُدوث تبادل إطلاق نار شديد.
كما اندلعت اشتباكات أخرى صباحَ الإثنين في مُحيط «فندق ركسوس» الذي يُقيم فيه الصحفيون الأجانب، حيثُ أن بعض المقاتلين المسلحين الموالين للقذافي كانوا لا يَزالون داخله. وفي وقت لاحق دخلَ الثوار مقرَّ التلفزيون الليبي الرسمي، وتلا ذلك توقف بثه بشكل تام. كما حرَّروا آلاف السجناء المحتجزين في «سجن عين زارة» خلال اليوم ذاته. وقد شنت كتائب القذافي هجوماً على الثوَّار المُتمركزين في الساحة الخضراء (ساحة الشهداء) يوم الإثنين، بعدَ مُضي يوم كامل على دخولهم إليها واحتفالهم بـ«سقوط القذافي». وكان بين الكتائب قناصة اختبؤوا في المَناطق المحيطة وأخذوا بطلاق النار على الثوار الموجودين في الساحة، فيما جاءت إليها تعزيزات جديدة للثوار للمُساندة في المعركة.
وفي وقت لاحق من صباح اليوم، أفادت بعض الأنباء بأن خميس القذافي - أحد أبناء العقيد معمر القذافي - قادم إلى العاصمة طرابلس على رأس وحدة عسكرية لمُساندة الكتائب المتبقية هناك. فيما وصلت في المُقابل تعزيزات متفرقة إلى الثوار قادمة بحراً من الشمال وبراً من الجنوب، من المدن المُحيطة بالعاصمة التي أصبحت تحتَ سيطرتهم، وكان من ضمنها 40 آلية عسكرية و500 مقاتل قادمين من مدينة مصراتة وحدها.
ومعَ أن الثوار أفادوا سابقاً بأنهم سيطروا على 95% من العاصمة، فإن بعض الأنباء الجديدة صباح الإثنين أفادت بأنهم يُسيطرون على 80% فقط، ثمَّ قال وزير الخارجية الإيطالي في تصريح له أن كتائب القذافي تسيطر فقط على 10 إلى 15% من العاصمة.

### 23 أغسطس
تمكن ثوار مدينة مصراتة صباحَ يوم الثلاثاء 23 أغسطس من صدِّ فوج من التعزيزات العسكرية لكتائب القذافي كان قادماً من سرت ومتجهاً نحوَ مدينة بني وليد فطرابلس. أما في العاصمة نفسها، فقد بدأ الثوار في الصَّباح هجوماً على منطقة باب العزيزية مقر إقامة القذافي. وقبل بدئهم الهجوم بقليل شن الناتو بضع غارات جوية على المنطقة تمهيداً للمعركة، ثمَّ تقدم الثوار - الذين كانوا يُحاصرونها مسبقاً بالآلاف - وبدؤوا باقتحامها من كافة الجهات، مما دفعَ كتائب القذافي داخل باب العزيزية إلى البدء بإطلاق النار، فنشب اشتباك عنيف استُخدمت فيه قاذفات الصواريخ والمضادات الأرضية. وبعدَ فترة من الاشتباكات وتبادل إطلاق النار نجحَ الثوار في اختراق بوابات المنطقة الأمامية.
وبعدَ اقتحامهم هذا، تابعوا الاشتباكات لفترة معَ كتائب القذافي، قبلَ أن يُعلن «عبد الحكيم بالحاج» (قائد عملية الاقتحام ورئيس المجلس العسكري لثوار طرابلس) عن أن الثوار أصبحوا يُسيطرون على تسعة أعشار باب العزيزية بما في ذلك بيت القذافي حيث كان يُقيم و«بيت الصمود» حيث كان يُلقي خطاباته، ولم يُواجهوا مقاومة كبيرة خلال عملية الاقتحام من طرف الكتائب التي تمكنوا من أسر عدد كبيرٍ من أفرادها وأخذ أسلحتهم. وقد فرَّ عددٌ من أفراد الكتائب إلى «حي أبو سليم» المُجاور، لكن الثوار ذهبوا وراءهم لإلقاء القبض عليهم. وقد سادَ الهدوء في المنطقة بعدَ انتهاء العملية، في حين كان الدَّمار يَعم قلب باب العزيزية بعدَ قصفه مراراً في السابق ومن ثم نشوب اشتباكات اليومين الأخيرين. أما العقيد معمر القذافي نفسه فإن مصيره ظلَّ مجهولاً، إذ لم يَعثر الثوار على أثر له خلال عملية الاقتحام.

## النتائج
سقط حوالي 95% من العاصمة طرابلس في يَد الثوار بعدَ هذه الاشتباكات الدامية، وانسحبت الغالبية العُظمى من كتائب القذافي من كافة أنحاء المدينة نحوَ باب العزيزية، في حين سلَّم العديد منها نفسه للثوار الذين ألقوا القبض على ما لا يَقل عن 100 فرد من الكتائب، بالإضافة إلى تمكنهم من تحرير آلاف السجناء الذين كانوا مُعتقلين في طرابلس.
وبعدَ هذه الأحداث المُتتالية، أعلن مصطفى عبد الجليل رئيس المجلس الوطني الانتقالي الليبي رسمياً عن إلقاء القبض على سيف الإسلام القذافي وتسليم أخيه محمد القذافي نفسه إلى الثوار، علاوة على تصريحه بوجود أنباءٍ غير مُؤكدة بعد عن أسر أخيهما الساعدي القذافي هوَ الآخر.
وعلى الصعيد العالمي، ما إن دخلَ الثوار مدينة طرابلس في يوم الأحد حتى هبطت أسعار النفط النفط الخام 1.54 دولار، وبذلك أصبحَ سعر برميل النفط الواحد 107.08 دولارات. كما وُجدت بعض التوقعات بأن أسعار النفط ستسمرُّ بالانخفاض لفترة من الزمن معَ اتجاه الصراع في ليبيا إلى النهاية، الذي يُتوقع أن معركة طرابلس ستكون نهاية له، كما يُأمل أن تعود ليبيا لتصدير النفط كما في السابق معَ نهاية الصراع مما سيُخفض الأسعار أكثر.

## ردود الفعل

### المجتمع الدولي
على الرغم من عدم الإشارة إلى معركة طرابلس ذاتها بشكل صريح في مُعظم التصريحات الدولية، فقد توالت المواقف الدولية بسُرعة كبيرة بعدَ انتهاء المعركة في مساء يوم الأحد 21 أغسطس لدعم ثورة الشعب الليبي:
- تونس: هنأت «حركة اللقاء الإصلاحي الديمقراطي التونسي» الثوار وأهالي ليبيا على دخول العاصمة وبلوغ الساحة الخضراء، وعلى قرب انتهاء مسيرتهم لتحقيق الديمقراطية في بلادهم.[26]
- حركة حماس: عبرت الحركة الإسلامية في قطاع غزة عن «ترحيبها» بدخول الثوار إلى العاصمة، واعتبرته تحولاً في التاريخ الليبي.[26]
- الصين: صرَّحت وزارة الخارجية الصينية بأنها تحترم إرادة الشعب الليبي، وأنها تأمل عودة الاستقرار إلى بلاده.[27]
- السلطة الفلسطينية: اعترفت السلطة بالمجلس الوطني الانتقالي الليبي وأقرت بحق الشعب الليبي في الحياة، وطالبت المجلس بأن يَضع قضية فلسطين ضمن أولوياته.[بحاجة لمصدر]
- فرنسا: طالبَ الرئيس الفرنسي نيكولا ساركوزي العقيد معمر القذافي بوقف إراقة الدماء وأمر قواته بإلقاء السلاح وعدم الاستمرار في القتال، كما تعهد بمساندة الثوار ودعمهم لإكمال مسيرتهم.[28]
- فنزويلا: انتقدَ الرئيس الفنزويليِّ هوغو شافيز بشدة حلف الناتو، وقالَ أننا «اليوم نرى حكومات أوروبا الديمقراطية وحكومة الولايات المتحدة المفترض أنها ديمقراطية تدمر طرابلس، والقنابل تسقط على المدارس والمستشفيات والمكاتب والمزارع»، وذلك في إشارة إلى غارات الناتو على المدينة في الأيام الأخيرة.[27]
- منظمة المؤتمر الإسلامي: أبدى أمين منظمة المؤتمر الإسلامي العام أكمل الدين إحسان أوغلو ترحيبه بدخول الثوار إلى طرابلس، وأضاف أنه يُهنئ الشعب الليبي على «نجاح ثورته وانتصار إرادته الحرة وخياراته الوطنية، متمنياً له تحقيق كل ما يصبو إليه من تقدم وازدهار».[27]
- حلف الناتو: صرح الأمين العام لحلف الناتو أن نظام العقيد معمر القذافي «يَنهار بوضوح»، وطالبه صراحة بالتنحي عن الحُكم، كما قال أنه: «كلما أسرع القذافي في إدراك أنه لا يمكن أن يكسب المعركة ضد شعبه، كان ذلك أفضل لتجنيب الشعب الليبي المزيد من إراقة الدماء والمعاناة».
- بريطانيا: صرَّح رئيس الوزراء البريطاني ديفيد كاميرون بأن عهد القذافي قد انتهى، وقال: «من الواضح من المشاهد التي نراها في طرابلس أن نهاية القذافي قد اقتربت، والقذافي ارتكب جرائم مروعة ضد الشعب الليبي، وأصبح لزاماً عليه أن يرحل الآن لتجنيب شعبه المزيد من المعاناة».
- الولايات المتحدة: صرََّحت الخارجية الأمريكية بأنها تأمل أن تسود الأنظمة الديمقراطية ليبيا في المُستقبل، وتعهدت المجلس الوطني الانتقالي بالتهيأة بشكل جيد للمرحلة المُقبلة بعدَ سقوط القذافي.

### نظام القذافي
ظهرَ العقيد معمر القذافي في تسجيل صوتي مساء يوم الأحد 21 أغسطس (يوم استيلاء الثوار على المدينة) ليدعو أهالي ليبيا وقبائلها إلى التوجه نحوَ العاصمة طرابلس لحمايتها، وإلا فإنها «ستقع في يد الاحتلال وستتحوَّل إلى رماد»، وقال أنه يَخشى أن «تحترق طرابلس» وأنه على استعداد لتزويد المُتطوعين بالسلاح، في حين صرح بأنه سيُقاتل حتى النهاية ولن يَتنحى عن الحكم وبأنه سيَخرج مُنتصراً من معركة العاصمة. كما قال سيف الإسلام القذافي في تصريح له صباحَ الأحد بأن نظام القذافي «لن يستسلم ولن يرفع الراية البيضاء»، وقال أيضاً أن «نفسنا طويل، نحن على أرضنا وبلدنا، سنقاوم ستة أشهر وسنة وسنتين، وسننتصر». أما المتحدث باسم النظام «موسى إبراهيم» فقد قال أنه يجب «وقف إطلاق النار فورياً ووقف العدوان الذي يشنه الحلف الأطلسي على أمتنا».

### المجلس الانتقالي
قال المتحدث الرسمي باسم المجلس الوطني الانتقالي الليبي «أحمد جبريل» في يوم الأحد 21 أغسطس أن هناك «عملية جارية الآن في طرابلس بمشاركة حلف شمال الأطلسي بهدف عزل القذافي حتى يستسلم أو يرحل». وأكد المتحدث على أن معركة طرابلس لم تكن تحركاً منفرداً لثوار العاصمة والجبل الغربي من تلقاء أنفسهم، بل تم التنسيق لها بدقة بين المجلس الانتقالي والثوار داخل وخارج المدينة، وأن المجلس الانتقالي كان ذا دورٍ في الترتيب للمعركة وإدارتها.
ولاحقاً ألقى رئيس المجلس مصطفى عبد الجليل خطاباً قالَ فيه أن على "جيوب المقاومة التي لا زالت تظن أنها قادرة على حماية نظام القذافي أن تلقي سلاحها. فيما قال «أحمد جبريل» في خطاب جديد أن هذه "الجيوب" ستُعامل كالخارجين عن القانون إلى لم تعلن استسلامها قريباً.